# 尤俠
尤俠（1962年－）是台灣圖文創作者、量子裝置設計師、英文筆名YUSHA，先後就讀於復興商工美工科、維也納應用藝術大學、現為EQT量子科技公司創辦人。

## 人物
經由不同領域的藝術學習，淬練出不一樣的創作特色。1989年留學返台後，歷經漫畫叢書編輯、網站創意總監等職，擅以歐洲式隨筆風格捕捉人性深度的一面，是台灣知名的插畫家，也是一位深具影響力的圖像工作者。1992年成立個人工作室，期間為中國時報、聯合報、台灣時報、人間福報、台北時報等報紙繪製插畫，出版作品包括《羅曼蒂克原理》、《父權化石》、《智慧大補帖》、《愛情大補帖》、《親子窩心事》、《纏來禪去》、《只想喝咖啡》、《生命的點金石》、《顏色米系列》等繪本十餘冊；2007年開始往佛教數位藝術領域摸索前進，並於2011年成立「大圓滿數位藝術公司」為「數位聖像藝術」開創先河、2018年轉向能量裝置製作、2020年成為量子裝置設計師、2023年成立EQT量子科技(吉祥圓滿量子科技有限公司)、研發大氣碳移除轉換技術為淨零排放提供解決方案。

## 簡歷
- 生於台灣桃園，祖籍江蘇淮陰
- 復興商工平面美術設計組畢業，維也納應用藝術大學金屬產品設計系肄業
- 中央電影公司、嘉譽電影美術設計/美術指導
- 調頻廣告美術設計
- 時報文化《時報漫畫叢書》編輯
- 漫畫銀行出版社創辦人
- 三十歲投入報章媒體「漫畫、插畫」的專欄創作
- 中國時報（論壇版、副刊）漫畫專欄與插畫
- 聯合報、聯合晚報（副刊）漫畫專欄與插畫
- 自由時報（藝文版）插畫
- 中時晚報（藝文版）漫畫專欄與插畫
- 台灣時報（藝文版、副刊）漫畫專欄與插畫
- 人間福報（言論版、家庭版）漫畫專欄與插畫
- 台北時報（論壇版）插畫
- 康軒文教事業英文教科書繪製
- 網站創意總監，親子漫畫網站駐站作家
- 獲得最佳漫畫叢書第三名（中華民國教育部）
- 獲得2009年度最佳漫畫家（講義雜誌）
- 成立個人工作室，從事佛教數位藝術的研發與創作
- 2011成立大圓滿數位藝術公司，為數位聖像藝術開創先河
- 2018成立YUSHA能量裝置工作室
- 2020成立量子風水工作室
- 2023成立EQT量子科技公司/吉祥圓滿量子科技有限公司

## 作品一覽
- 父權化石（探索文化出版）
- 羅曼蒂克原理（商智文化）
- 智慧大補帖（元尊文化）
- 愛情大補帖（元尊文化）
- 窩心事（元尊文化）
- 親子窩心事（集思書城）
- 惹毛語錄（集思書城）
- 有點難但我做到了（聯經出版）
- 只想喝咖啡（聯合文學）
- 顏色米系列（聯合文學）
- 公案一OO（聖嚴法師/文;尤俠繪圖;法鼓文化出版）
- 纏來禪去（心道法師/文;尤俠繪圖;大塊文化出版）
- 聽心說話（心道法師/文;尤俠繪圖;聯經文化出版）
- 心靈舞蹈（心道法師/文;尤俠繪圖;靈鳩山文化出版）
- 生命的點金石（星雲大師/文;尤俠繪圖;香海文化出版）
- 有禮真好（證嚴上人、子魚/文;尤俠繪圖;慈濟人文志業中心中文期刊部出版）
- 108自在語漫畫版(聖嚴法師/文;尤俠繪圖);聖嚴文化基金會出版）
- 熱情行銷俠的28個分享（陳日新/著;尤俠繪圖);和田行銷出版）
- 為慈濟基金會「心素食儀新生活運動」設計漫畫吉祥物
- 為中台禪寺南投縣私立普台國民小學繪製文宣海報
- 為佛光山〈人間音緣〉繪製出版品封面
- 為淨空法師著作繪製封面/為心定和尚著作繪製封面/為慈惠法師著作繪製封面與內頁插圖
- 為台北市政府繪製公車專用道宣導短片
- 為台北市政府繪製政績宣導漫畫
- 為陸委會繪製兩岸和平宣導繪本
- 為客委會繪製宣導繪本
- 九品眾生念佛身像/網路版（yusha9999.spaces.live.com）
- 台灣心靈地圖/網路版（yusha8888.spaces.live.com）
- 數位聖像藝術/網路版（www.youtube.com/user/dayemadigiart）

## 外部連結
- （繁體中文）尤俠 vs 漫畫風尚 （页面存档备份，存于）